# Villa Miseria

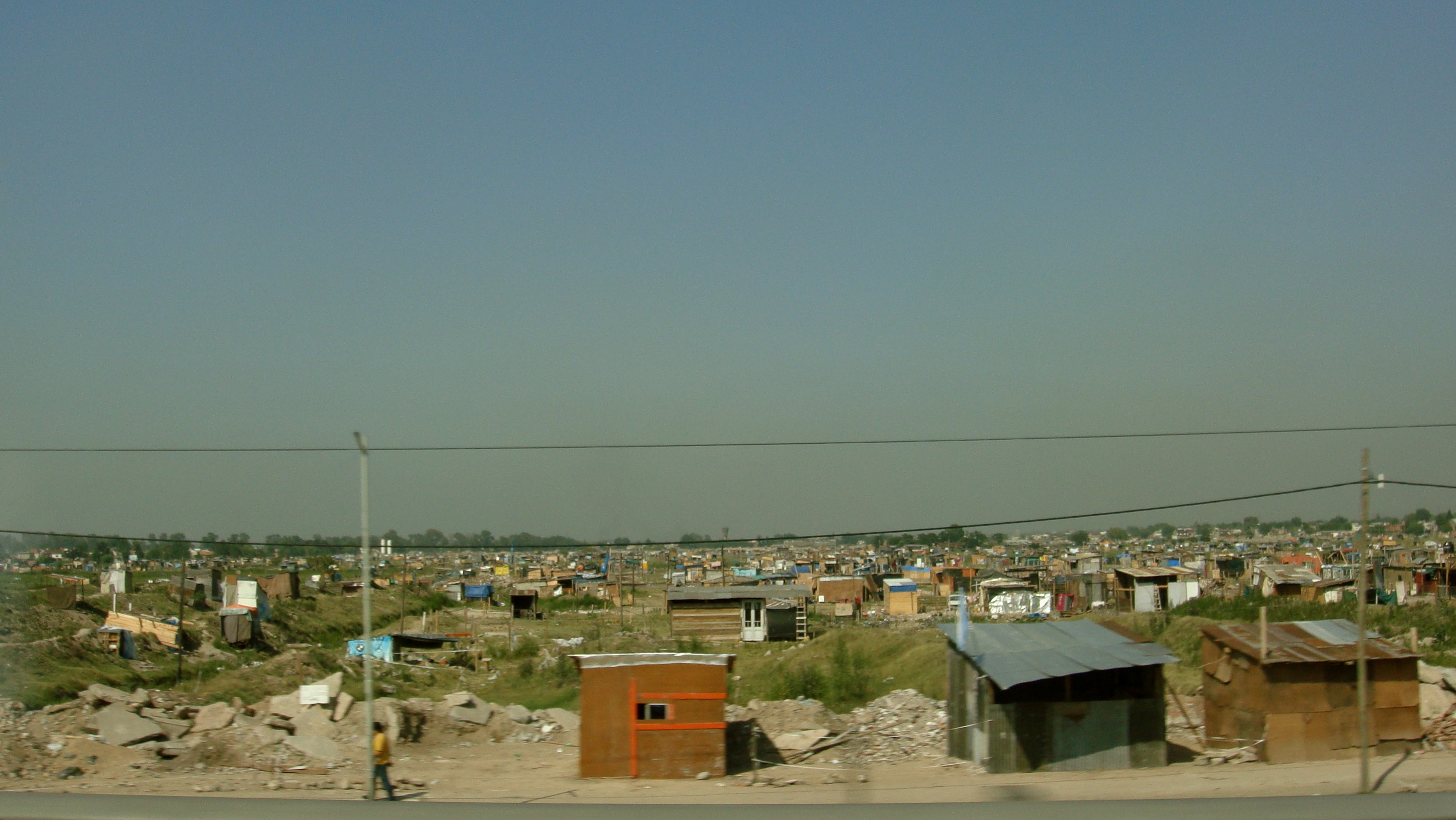
Die Villa Miseria in Ingeniero Budge

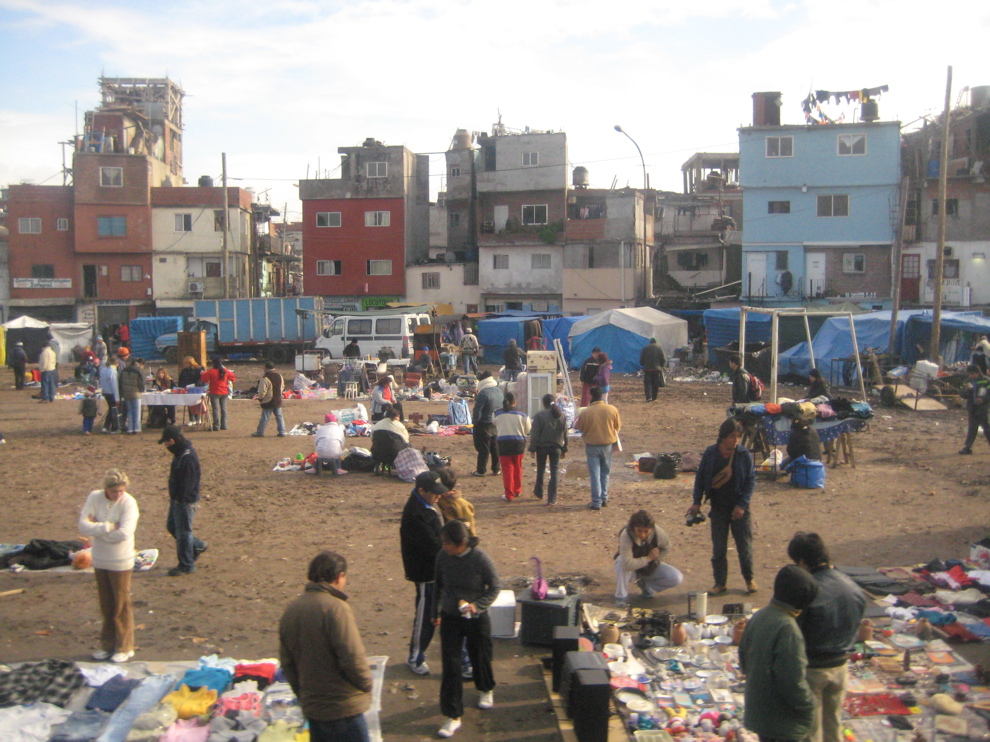
Villa 31, 2009

Als Villa Miseria (deutsch Elends-Siedlung) werden informelle Siedlungen/Marginalsiedlungen in Argentinien bezeichnet, die sich häufig in den Außenbezirken der Großstädte befinden. Die offizielle Bezeichnung lautet Villa de emergencia (deutsch Not-Siedlung).
Den höchsten Anteil von Marginalsiedlungsbewohnern unter Argentiniens Metropolen hat Rosario mit etwa 13 %, aber auch in Buenos Aires und Córdoba leben etwa 5–10 % der Bevölkerung in diesen Ansiedlungen. Sowohl von der Größe der Siedlungen her als auch vom Kriminalitätsniveau sind sie nicht mit den Favelas Brasiliens vergleichbar. Die größte Villa Miseria (Villa 31 in Buenos Aires) hatte 2009 etwa 26.000 Einwohner; daneben gibt es mehrere weitere mit jeweils mehr als 10.000 Einwohnern (La Cava im Bezirk San Isidro und Villa La Tela in Córdoba). Ende der 1990er Jahre entstand hier der Musikstil Cumbia Villera.

## Umsiedlungsprogramme
Von der Regierung werden seit Jahrzehnten Anstrengungen unternommen, die Situation in den Villas Miserias zu verbessern. So werden in Überschwemmungsgebieten gelegene Siedlungen oft in Sozialwohnungsviertel umgesiedelt. In günstiger gelegenen Vierteln werden im Rahmen des sogenannten Programa de Mejoramiento de Barrios (deutsch „Programm für die Verbesserung von Vierteln“; Promeba) nach brasilianischem Vorbild die Grundbesitzverhältnisse legalisiert und die Infrastruktur (Strom, Trinkwasser, Sanitäranlagen) verbessert.
In Rosario wird seit 2001 in mehreren Schritten das größte Umsiedlungsprojekt Rosario Hábitat durchgeführt. Dort werden in mehreren Schritten mehr als 40.000 Sozialwohnungen gebaut, um das Problem der Verslumung zu beseitigen, die erste Phase, die bisher etwa zur Hälfte ausgeführt wurde, umfasst 7.000 Wohnungen. Auch in Córdoba wurden etwa 10.000 Wohnungen gebaut (Programa Nuevos Barrios) und damit die Zahl der Elendsviertel um mehr als ein Drittel reduziert.
In den Militärdiktaturen der 1960er und 1970er Jahre wurden viele Elendsviertel, besonders um Buenos Aires, gewaltsam umgesiedelt, oft ohne den Einwohnern Alternativen anzubieten. Einer der Gründe war die Fußball-Weltmeisterschaft 1978: Man wollte den Gästen ein Argentinien ohne Armut präsentieren. Bei diesen Umsiedlungsaktionen kamen zahlreiche Menschen ums Leben, entweder durch systematische Ermordung oder durch die Umstände, die solche Aktionen begleiteten.